# Werdenberg
Het district Werdenberg was tot 2003 een bestuurlijke eenheid binnen het kanton Sankt Gallen. Nu is het vervangen door een kieskring (Wahlkreis).
De kieskring bevat de volgende gemeenten:
| Wapen | Gemeentenaam | Inwoners (31/12/2005) | Oppervlakte (km²) |
| ----- | ------------ | --------------------- | ----------------- |
|       | Buchs        | 10.547                | 15,95             |
|       | Gams         | 2991                  | 22,28             |
|       | Grabs        | 6381                  | 54,64             |
|       | Sennwald     | 4686                  | 41,53             |
|       | Sevelen      | 4362                  | 30,34             |
|       | Wartau       | 4993                  | 41,74             |
|       | Totaal (6)   | 33.960                | 206,48            |

Rheintal · Rorschach · Sankt Gallen · Sarganserland · See-Gaster · Toggenburg · Werdenberg · Wil